# 下喇叭乡
下喇叭乡，是中华人民共和国山西省朔州市山阴县下辖的一个乡镇级行政单位。

## 行政区划
下喇叭乡下辖以下地区：
下喇叭村、蓿麻沟村、榆树洼村、榆坪村、罗庄村、上喇叭村、口子梁村、冻牛坡村、后山村、双井村、黑龙池村、小庄窝村、刘家窑村、吴庄村、吴儿城村、上立羊泉村、下立羊泉村、柳沟村和织女泉村。

## 名胜古迹
千佛寺：位于榆树洼村西南3千米处。创建年代大约在北魏。有佛龛55个，佛龛里有数百个姿态各异、大小不同的佛像，故名。